# Mandaneta
Mandaneta sudana es una especie de araña araneomorfa de la familia Corinnidae. Es el único miembro del género monotípico Mandaneta. Se encuentra en República Democrática del Congo y Ghana.